# Penén de Albosa
Penen de Albosa es una aldea del municipio de Requena, en la Provincia de Valencia (Comunidad Valenciana, España). Pertenece a la comarca de Requena-Utiel.
Es una de las pocas aldeas de Requena a las que hay que ir aposta, ya que no te la encuentras cuando vas de paso hacia cualquier otro sitio. Esto hace que muchos requenenses la desconozcan, a pesar de sus indudables atractivos. Se encuentra a dos kilómetros de Los Isidros, si se toma un camino asfaltado y que es el acceso mejor acondicionado. Desde Requena hay que hacer 20 kilómetros y tomar el desvío que parte de la N-322 una vez se sube el alto de La Muela.
Una vez en Penén de Albosa nos encontramos con una pequeña población rodeada de viñedos y de bosques de pino. Sus algo más de 60 viviendas, la mayor parte en perfecto estado, pueden llegar a acoger más de 250 personas en época estival, aunque de continuo solo hay empadronados 23 habitantes.

## Historia
El origen de esta aldea lo sitúa Juan Piqueras Haba (ver su Geografía de Requena-Utiel) en el siglo XVIII. Su origen va unido a la casa de labor que un rico industrial sedero de Requena apellidado Penén, construyó en este paraje a mediados del siglo XVIII. En 1840 apenas tenía una treintena de habitantes que se fueron multiplicando hasta alcanzar un máximo de 145 en el año 1950. La emigración redujo esta cifra a una tercera parte en veinticinco años.
La segunda parte del nombre de la aldea viene de la Rambla Albosa, que trae agua hasta la población, pero que se seca en su curso posterior hasta llegar prácticamente a la Rambla de Los Morenos.
Por su parte, la carretera asfaltada que viene desde la N-322 continúa hasta Los Sardineros, para convertirse después en un camino que lleva hasta la finca de Caballero y a Casas del Río.

## Lugares de interés
La riqueza agrícola de Penén de Albosa viene, como en casi toda Requena, de las viñas. La mayor parte de los agricultores son socios de la Cooperativa de Los Isidros, donde llevan su cosecha. También hay campos de almendro y olivares, estos últimos con una mayor producción que la habitual en la comarca, debido a unas temperaturas algo más suaves en el invierno. Hay otro tipo de riqueza, que constituyen los abundantes bosques de pinos que rodean la pedanía. Penén de Albosa está incluido en el Parque natural de las Hoces del Cabriel.

## Alrededores
En los alrededores de Penén de Albosa abundan los parajes que merecen un paseo a pie o una escapada en coche.
Merece una visita la aldea deshabitada de Los Sardineros, en la que solo quedan en pie algunas casas de labor, al pie de una colina que se conoce como el Cerro del Castillo. Hay varias fuentes que se pueden visitar, como la de Villahermosa o la de los Gorros. Más abajo de Penén, la Albosa forma unos toyos que se conocen como El Saltadero, aunque en épocas de sequía tienen poca agua. También hay un lugar para el baño en Las Salinas, ya cerca de Los Isidros. 

## Fiestas
Penén de Albosa celebra sus fiestas principales en la Virgen de la Asunción, el 15 de agosto. Los últimos años estas fiestas se han visto animadas por la formación de una comparsa de una veintena de miembros, que se han constituido en filá de moros, algo nada habitual en la comarca.
- Datos: Q11940848
- Multimedia: Penén de Albosa (Requena) / Q11940848